# Rio Waterworks
O rio Waterworks é um rio de marés no bairro de London Borough of Newham, um dos rios Bow Back que flui para a parte do rio Lea no estuário Bow Creek Rivers, que vira para o rio Tâmisa.
O rio é um canal artificial, cortado para a East London Waterworks Company em 1743, desde o canal do antigo rio Lea (abaixo do Old Ford Lock), para fornecer um reservatório em Stratford. Foi ampliado para 30,5 metros na década de 1930, como parte de um projeto para prevenir as cheias em Stratford. O canal está delineado com lajes de betão.
O rio forma uma fronteira entre o Centro Aquático de Londres e a Arena de Polo Aquático numa margem, e o Estádio Olímpico de Londres na outra, dentro do Parque Olímpico Rainha Isabel, local de competição dos Jogos de 2012.